# Стампс (Арканзас)
Стампс (енгл. Stamps) град је у америчкој савезној држави Арканзас.

## Демографија
По попису из 2010. године број становника је 1.693, што је 438 (-20,6%) становника мање него 2000. године.
| Група             | 2000.         | 2010.       |
| Белци             | 937 (44,0%)   | 684 (40,4%) |
| Афроамериканци    | 1.161 (54,5%) | 962 (56,8%) |
| Азијати           | 2 (0,1%)      | 1 (0,1%)    |
| Хиспаноамериканци | 13 (0,6%)     | 29 (1,7%)   |
| Укупно            | 2.131         | 1.693       |